# Acceleròmetre
Un acceleròmetre mesura els moviments que es duen a terme en més d'un pla. Igual que el podòmetre, és un instrument petit que es col·loca i se subjecta a l'altura de la cintura. Existeix una relació lineal entre l'acceleració del moviment i la despesa calòrica. L'acceleròmetre mesura la freqüència, durada i intensitat de l'activitat física.

## Funcionament
Consta de tres masses, però que en els acceleròmetres reals, aquest sistema de tres masses es posa en sèrie moltes vegades per aconseguir major precisió. La del mig està suspesa entre els laterals mitjançant unes molles. Quan no rep acceleració, aquesta es manté al mig, però si rep una excitació aquesta s'acosta més o menys. Mesurant aquesta distància es pot saber l'acceleració.
Normalment no es mesura la separació, sinó que se sotmeten les plaques a una diferència de potencial i si varia se sap l'acceleració.
Poden mesurar en les tres direccions de l'espai.

## Acceleròmetre piezoelèctric
L'acceleròmetre és un dels transductors més versàtils, essent el més comú el piezoelèctric per compressió. Aquest es basa en el fet que, quan es comprimeix un reticle cristal·lí piezoelèctric, es produeix una càrrega elèctrica proporcional a la força aplicada.

## Servoacceleròmetre
Un  servoacceleròmetre es compon d'un galvanòmetre en forma de pèndol i un sensor òptic, per això tenen alta estabilitat davant canvis de temperatura, estabilitat a llarg termini del zero i són immunes a vibracions. Aquests acceleròmetres tenen molt altes prestacions a causa del seu funcionament en bucle tancat. Serveix per a controlar la velocitat i posició en trens, avions i altres vehicles.